# Stjepan Držislav

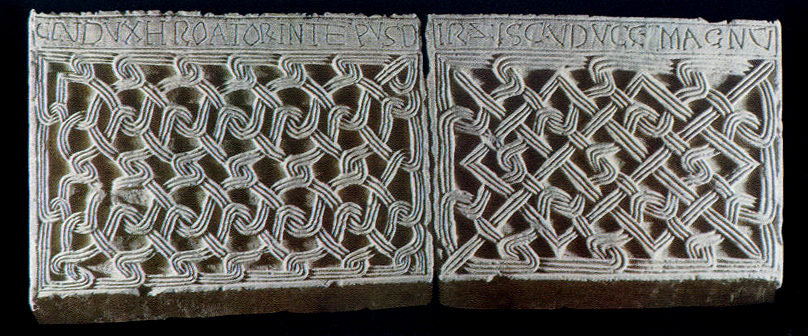
Steinfragment mit kroatischem Flechtwerk und der Inschrift „König Držislav“ (10. Jhd.)

Stjepan Držislav (verdeutscht auch Stefan Dirzislav; † 997) war von 969 bis zu seinem Tod der König des mittelalterlichen kroatischen Königreichs.
Er stammte aus der Trpimirović-Dynastie und wurde bei seiner Regentschaft von Ban Godemir unterstützt. Sein königlicher Hofstaat befand sich in Biograd.

## Leben
Stjepan Držislav war der Nachfolger seines Vaters König Mihajlo Krešimir II. und Königin Jelena von Zadar. Im Krieg zwischen dem byzantinischen Herrscher Basileios II. gegen Zar Samuil von Bulgarien, unterstützte Stjepan Držislav Byzanz. Nachdem der byzantinische Herrscher Basil II. erfolgreich die bulgarischen Angriffe gegen mehrere Städte an der Adria abwehren konnte, blieben die Städte unter kroatischer Kontrolle.
Der oströmische Herrscher erhob Stjepan Držislav in den Rang des Patriarchen und Exarchen Dalmatiens und Kroatiens. König Samuil jedoch konnte die Gebiete Bosniens zwischen den Flüssen Drina und Bosna unter seine Kontrolle bringen.
Stjepan Držislav erhielt die königlichen Insignien als Akt der Anerkennung durch den byzantinischen Herrscher und den Titel „Großer Fürst“ (Lateinisch: dux magnis). Er wurde vom Erzbischof von Split in Biograd im Jahr 988 gekrönt.
Držislav baute und sicherte sein Reich weiter aus und eroberte Gebiete zurück, die unter Trpimir II. an Byzanz verloren gegangen waren.
Sein Reich erstreckte sich entlang der Küste über die Städte Krk, Osor, Rab, Zadar, Trogir, Split (Weiß-Kroatien) Dubrovnik, Kotor, Budva sowie das sich im Landesinneren befindliche (Rot-Kroatien). Er delegierte seine Macht über seine Bane. Er setzte sich für die Integration der romanischen Minderheit in die kroatische Bevölkerungsmehrheit ein.
Držislavs Regentschaft war mit fast drei Jahrzehnten eine der längsten in der Geschichte des kroatischen Königreiches.
Vor dem Ende seiner Regentschaft ernannte Stjepan Držislav seinen ältesten Sohn Svetoslav zum Duke und Svetoslav wurde sein Stellvertreter. Držislav bereitete Svetoslav darauf vor, sein Nachfolger zu werden.
Stjepan Držislav starb im Jahr 997. Er hinterließ drei Söhne:
- Svetoslav Suronja
- Krešimir III.
- Gojslav,

die sich die Führung des kroatischen Königreiches gegenseitig streitig machten. Alle drei führten während der folgenden Jahrzehnte den Titel des kroatischen Königs.

## Spuren
Steintafeln am Altar der aus dem 10. Jahrhundert stammenden Kirche in Knin enthalten die folgende lateinische Inschrift: CLV DUX HROATOR IN TE PUS D IRZISCLV DUCE MAGNU (Svetoslav, Anführer der Kroaten zu Zeiten Drzislavs dem großen Herrscher). Diese steinerne Inschrift wird im Archäologischen Museum Split ausgestellt.